# جون ألبرت (راكب الكنو)
جون ألبرت (بالإنجليزية: John Albert)‏ هو راكب الكنو بريطاني، ولد في 25 أغسطس 1949.

## وصلات خارجية
- جون ألبرت على موقع أوليمبيديا (الإنجليزية)
- جون ألبرت على موقع اللجنة الأولمبية البريطانية (الإنجليزية)